# René Eucher
René Eucher, all'anagrafe Robert Antoine Eucher (Parigi, 14 giugno 1884 – Parigi, 23 maggio 1940), è stato un calciatore francese, di ruolo attaccante.

## Carriera

### Nazionale
Venne convocato dalla Nazionale francese B che partecipò ai Giochi olimpici del 1908, tuttavia non disputò l'unica partita giocata dalla sua Nazionale in quell'edizione.